# Aharon Dolgopolsky
Aharon Dolgopolsky, también escrito Aron (hebreo: אהרון דולגופולסקי, ruso: Арон Борисович Долгопольский; 18 de noviembre de 1930 - 20 de julio de 2012) fue un lingüista ruso-israelí que Es conocido como uno de los fundadores modernos de la lingüística nostrática comparada.

## Biografía
Nacido en Moscú, llegó a la largamente olvidada hipótesis nostrática en la década de 1960, aproximadamente al mismo tiempo pero independientemente de Vladislav Ílich-Svítych. Junto con Illich-Svitych, fue el primero en emprender una Comparación masiva de las supuestas lenguas hijas del nostrático. Enseñando sobre la hipótesis nostrática en la Universidad de Moscú durante 8 años, Dolgopolsky se mudó a Israel en 1976 y enseñó en la Universidad de Haifa.
Dolgopolsky apareció en el documental de NOVA, En busca de la primera lengua.
Murió el 20 de julio de 2012 en Haifa.